# Negació del genocidi ruandès
La negació del genocidi ruandès és l'afirmació que el genocidi de Ruanda no va succeir de la forma o en la mesura descrita pels acadèmics. El genocidi de Ruanda és reconegut àmpliament pels erudits en el tema com un dels genocidis moderns més grans, ja que les fonts apunten que la magnitud i el nombre de morts és una prova clara del pla sistemàtic i organitzat d'eliminar les víctimes.
La negació del genocidi ruandès és un crim a Ruanda.

## Negació per part d'oficials
Un militar tutsi d'alt rang i un oficial de les Nacions Unides han reivindicat que el genocidi dels tutsi no va tenir lloc en absolut: Antoine Nyetera, que reivindica orígens reials tutsi, i l'antic representant de Ruanda en les Nacions Unides, Roger Booboj, que va declarar que "reivindicar que va haver-hi un genocidi s'acosta més a les polítiques del surrealisme que a la veritat".

## Herman i Peterson
A The Politics of Genocide (2010), l'economista Edward S. Herman i l'investigador independent David Peterson, tot i que no van negar l'escala de la massacre durant el període d'extrema violència entre l'abril i el juliol de 1994, van qüestionar la distribució de les víctimes en aquells mesos, defensant que van ser els hutus i no els tutsis la majoria de les víctimes. Els seus detractors els han acusat de negació de genocidi, acusacions que han acabat en condemnes per Herman i Peterson.
El seu llibre va molt més enllà que altres que també han qüestionat el consens sobre el genocidi: afirma que el corrent comuna no només és incorrecta en part, sinó que és de fet "una línia propagandística ... que ha convertit el perpetrador en víctima i vice versa." Tots dos es mostren crítics en els aspectes fonamentals de l'estudi d'Alison Des Forges àmpliament conegut, i insisteixen que ofusca el tema de qui va assassinar Habyarimana (defensen que va ser clarament l'RPF) i que, contràriament a les conclusions de l'estudi de Des Forges, l'únic règim ben planejat que es va perpetrar de violència massiva després de la matança va ser la invasió de l'RPF per fer fora els Hutu del poder. Herman i Peterson acaben conloent que l'RPF van ser els "primers génocidaires", mentre que els Interahamwe van ser les "víctimes de facto de l'RPF".
El seu llibre discuteix la versió acceptada, segons la qual els esdeveniments de 1994 impliquen que Ruanda és "el primer cas en la història en què la població minoritària, patint la destrucció de les mans dels seus torturadors, van treure els seus torturadors del poder i van assumir el control del país, tot plegat en menys de 100 dies", un relat que Herman i Peterson consideren "extremadament increïble."
L'africanista Gerald Caplan va criticar l'informe de Herman i Peterson, dient que l'afirmació que "el perquè els membres hutu del govern 'possiblement no podien haver planejat un genocidi contra els tutsi' no s'explica en cap moment ni remotament". La posició sobre el genocidi defensada per Herman i Peterson va ser titllada de "deplorable" per James Wizeye, primer secretari de l'Alt Comissariat per Ruanda a Londres. Adam Jones ha comparat el plantejament de Herman i Peterson's amb la negació de l'Holocaust.

## Rwanda, The Untold Story
L'any 2014, la BBC va emetre el documental Rwanda's Untold Story, que qüestionava la versió històrica acceptada i incloïa entrevistes amb els investigadors americans Christian Davenport i Allan C. Stam que defensaven que la major part de les víctimies podien havert estat hutus. Després d'això, el parlament de Ruanda va aprovar una resolució per prohibir la BBC en el país.

## Peter Erlinder
L'advocat americà Peter Erlinder, qui va ser who was el principal advocat defensor del Tribunal Penal Internacional per a Ruanda de les Nacions Unides, va qüestionar la planificació de l'assassinat, i va concloure per tant que la matança dels tutsi no hauria de ser anomenada 'genocidi'.